# Nova Colinas
Nova Colinas é um município brasileiro do estado do Maranhão. A população estimada no Instituto Brasileiro de Geografia e Estatística (IBGE) em 2022 era de 5 021 habitantes.

## Pontos de destaque
Igreja de Santa Ana
A Igreja de Santa Ana é um dos marcos religiosos de Nova Colinas. Em sua lateral, há uma estátua que retrata Santa Ana e Nossa Senhora segurando um pergaminho com os algarismos romanos de I a X. Esse símbolo, associado aos Dez Mandamentos, reforça o caráter devocional do local, que serve como ponto de referência para a comunidade católica da cidade.
Praça Hamilton Ribeiro
A Praça Hamilton Ribeiro é um dos principais locais de eventos e convivência em Nova Colinas. Inaugurada em 2021 durante as comemorações dos 25 anos de emancipação política do município, a praça está localizada no centro da cidade. O espaço serve como ponto de encontro para eventos cívicos, culturais e de lazer.

## Eventos Culturais
Festa Junina
Nova Colinas celebra tradicionalmente a festa de São João com eventos típicos da cultura nordestina, incluindo quadrilhas, comidas típicas e apresentações musicais.
Festa da Padroeira Santa Ana
Em homenagem à padroeira da cidade, a Festa de Santa Ana é o principal evento religioso do município, realizado anualmente no dia 26 de julho. A programação inclui missas solenes e festividades, reunindo fiéis em torno da Igreja de Santa Ana. 
Vaquejada
Nova Colinas sedia anualmente uma tradicional vaquejada, evento que atrai milhares de visitantes ao Parque do Povão. Com premiação em dinheiro distribuída entre categorias como profissional, amador e feminino, o festival também conta com shows de bandas regionais, consolidando-se como uma das principais atrações da região. A competição reúne centenas de vaqueiros do Maranhão e estados vizinhos.
O evento tem significativo impacto na economia local, movimentando o comércio durante seus dias de realização. Autoridades municipais, como o prefeito Josei Ribeiro, destacam a importância do apoio político e a tradição cultural que a festa representa para o município.

A vaquejada em Nova Colinas segue o modelo tradicional nordestino, em que duplas de vaqueiros (o "puxador" e o "esteireiro") demonstram habilidade no manejo do gado. Organizadores e apoiadores, como o ex-secretário de Agricultura Márcio Honaiser, enfatizam o caráter cultural e comunitário do evento, que atrai não apenas competidores, mas também turistas e entusiastas da cultura sertaneja.